# Георги Божиков
Георги (Жоро) Божиков е български оперен певец, бас.

## Биография
Роден е в 1931 година в Петрич. Завършва с отличие пеене в Софийската музикална академия. След това става член на Софийската опера. В 1963 година заминава за Скопие.
След Скопие Божиков заминава за Загреб със съпругата си – оперната певица Анастасия Димитрова-Божикова, където двамата са на договор от 1966 година. Божиков пее с голям успех в Загребската опера до 1968 година.
В следващата 1969 година Божиков е отличен с наградата в Социалистическа република Македония „Единадесети октомври“.
Като солист в Македонската опера Божиков изиграва всички главни басови роли. От 1977 до 1983 година е директор на операта. Той преобразува хора ѝ от 48 на 94 човека и я превръща в най-висококачествения хор в Югославия. Благодарение на усилията му в Социалистическа република Македония се връщат Милка Ефтимова и Симеон Гугуловски, които дотогава са солисти на Люблянската опера.
Божиков се изявява и като концертен и ораториален певец. В кариерата си пее на всички сцени в Социалистическа федеративна република Югославия, като се изявява и на много сцени по света. За нуждите на Македонското радио записва около 80 произведения.
Божиков умира в 1986 година в Скопие, тогава в Социалистическа република Македония.
На Божиков е посветено стихотворението „Ѓорѓи Божиков“ от стихосбирката „Црква“ на северномакедонския поет Блаже Конески.